# Hervé Inaudi
Pour les articles homonymes, voir Inaudi.
Hervé Inaudi, né le 4 décembre 1952 à Montfavet,, un quartier d'Avignon (Vaucluse), est un coureur cycliste français.
Son neveu Nicolas a également été coureur cycliste. 

## Palmarès
- Amateur
  - 1973-1975 : 19 victoires[2]
- 1975
  - Championnat du Dauphiné-Savoie
  - Annemasse-Bellegarde-Annemasse
  - Paris-Connerré
  - 5e du championnat du monde sur route amateurs
- 1980
  - 2e du Tour du Chablais

## Résultats sur les grands tours

### Tour de France
1 participation
- 1978 : hors course (13e étape)